# Goerodes hiurai
Goerodes hiurai är en nattsländeart som först beskrevs av Tani 1971.  Goerodes hiurai ingår i släktet Goerodes och familjen kantrörsnattsländor. Inga underarter finns listade i Catalogue of Life.